# Municipio de Mountain (condado de Faulkner)
El municipio de Mountain (en inglés: Mountain Township) es un municipio ubicado en el condado de Faulkner en el estado estadounidense de Arkansas. En el año 2010 tenía una población de 363 habitantes y una densidad poblacional de 5,81 personas por km².

## Geografía
El municipio de Mountain se encuentra ubicado en las coordenadas 35°19′7″N 92°8′53″O / 35.31861, -92.14806. Según la Oficina del Censo de los Estados Unidos, el municipio tiene una superficie total de 62.44 km², de la cual 62,44 km² corresponden a tierra firme y (0 %) 0 km² es agua.

## Demografía
Según el censo de 2010, había 363 personas residiendo en el municipio de Mountain. La densidad de población era de 5,81 hab./km². De los 363 habitantes, el municipio de Mountain estaba compuesto por el 90,91 % blancos, el 0,28 % eran afroamericanos, el 1,1 % eran amerindios, el 4,68 % eran de otras razas y el 3,03 % eran de una mezcla de razas. Del total de la población el 5,23 % eran hispanos o latinos de cualquier raza.